# 觀光通停留場
觀光通停留場（日语：／ Kanko-dori teiryūjō */?），又稱觀光通電車站，是位於長崎縣長崎市銅座町，屬於長崎電氣軌道本線的電車站。車站編號為33。

## 歷史
此電車站在1921年（大正10年）以銅座町停留場（日语：／）的名義啟用。同日西濱町至思案橋之間開通。「銅座町」這個名稱取自電車站附近曾經設有鑄銅的銅座。在1930年（昭和5年）電車站改名為柳通停留場（日语：／）。後來在太平洋戰爭的1944年（昭和19年）開設急行運輸，電車站一度廢止。
在戰後的1953年（昭和28年），電車站重開。在長崎市被投入原子彈後重開之際，長崎站前至西濱町至螢茶屋之間優先重開，此電車站由於黑市問題使延遲重開。而柳通在1949年（昭和24年）改名為觀光通，因此電車站重開之際也改名為觀光通停留場。

### 年表
- 1921年（大正10年）4月30日 - 銅座町停留場啟用[2]。
- 1930年（昭和5年）4月 - 電車站改名為柳通停留場[2]。
- 1944年（昭和19年）1月 - 在戰時下實施急行運輸，此電車站廢止[2]。
- 1953年（昭和28年）7月1日 - 電車站重開，電車站改名為觀光通停留場[2]。
- 2000年（平成12年）3月29日 - 電車站裝修[6]。

## 電車站構造
本站建造在共用行車道上。站内設有2面2線的低地台相對式月台（千鳥式月台）。兩月台之間相隔一個路口。靠近西濱町一方的月台是崇福寺方向月台，後方為赤迫、螢茶屋方向月台。本站的月台上蓋於2000年被更換。

### 運行系統
此電車站是本線電車站之一。當中1和4系統駛入該電車站。1系統行走在本線上，4系統會在此電車站從本線轉入螢茶屋支線。

## 使用狀況
根據「長崎電軌」的調査，以下為1日的上下車人次資料。
- 1998年 - 4,486人[1]
- 2015年 - 2,500人[11]

## 電車站周邊
電車站一帶都是長崎市中心內，鄰近中華街和濱町。電車站鄰近濱屋百貨店、濱町拱廊、伯納德觀光通商店街等意商店街。在觀光通商店街設有長崎土產商店，因此有許多觀光客到訪。
在戰前路軌建設在道路一側，此電車站與鄰電車站思案橋停留場之間為專用軌道區間。
- 國道324號（日语：国道324号）
- 長崎巴士（日语：長崎自動車）「濱之町」巴士站
- HAMACROSS411（日语：ハマクロス411）

## 相鄰電車站
長崎電氣軌道
本線（■1號系統）
西濱町（32）－觀光通（33）－思案橋（34）
本線（■4號系統）
濱町商店街（36）－觀光通（33）－思案橋（34）

## 注腳
1. 1 2 3 4  田栗 & 宮川 2000，第62頁.
2. 1 2 3 4 5 6 7 8  今尾 2009，第57頁.
3. ↑  100年史，第129頁.
4. 1 2 3 4 5  今尾 2004，第266頁.
5. 1 2 3 4  田栗 2005，第22頁.
6. ↑  田栗 2005，第156頁.
7. ↑  100年史，第130頁.
8. 1 2 3  川島 2013，第49頁.
9. ↑  川島 2007，第120頁.
10. ↑  100年史，第119頁.
11. ↑  100年史，第125頁.